# Alfa-Bank
Alfa-Bank (Russisch: Альфа-банк of Alfa Bank OJSC) is een van de grootste banken in Rusland met het hoofdkantoor in Moskou.
De Alfa-bank is onderdeel van de ABH holding (Alfa-Banking Group) en behoort tot het Alfa Group Consortium.
Amsterdam Trade Bank (ATB) opgericht in 1994 is ook een onderdeel van de Alfa-Banking Group.